# Чарли Нџуме
Чарли Нџуме (енгл. Charly Ndjoume; 11. новембар 1986) камерунски је пливач чија специјалност су спринтерске трке слободним и делфин стилом. 

## Спортска каријера
Иако је првобитно требало да дебитује на светском првенству у руском Казању 2015, Нџуме није учествовао на том првенству пошто је репрезентација Камеруна у последњи тренутак отказала учешће на том такмичењу. 
На светским првенствима је дебитовао тек четири године касније, у корејском Квангџуу 2019. где је био и једини члан камерунске репрезентације. Нџуме је у Квангџуу пливао у квалификацијама трке на 50 делфин које је окончао на 90. месту, те у трци на 50 слободно коју је окончао на укупно 122. позицији у конкуренцији 130 такмичара. 